# Ле-Ламантен
Ле-Ламантен (фр. Le Lamentin) — город на острове Мартиника.

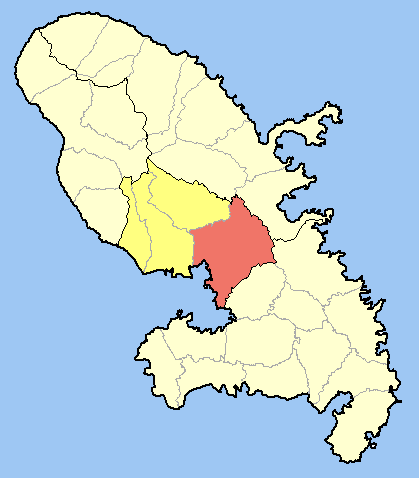
Коммуна Ле-Ламантен (красным) в округе Фор-де-Франс

Город на карте острова

Свое название Ле-Ламантен получил в честь морских млекопитающих ламантинов. Прибывшие сюда впоследствии переселенцы объявили охоту на ламантинов, кожа и жир которых были очень ценными. С течением времени из-за людей населяющих эти места млекопитающие полностью исчезли из этих мест. Сегодня американского ламантина можно найти лишь в некоторых областях Карибского моря, этот вид относится к вымирающим.
Главным занятием горожан было выращивание сахарного тростника, земля в этих местах являлись особенно плодородными. Сегодня Ле-Ламантен по праву является промышленным гигантом в масштабах Мартиники. Центральное расположение города в непосредственной близости от столицы позволило ему в короткий срок стать крупным населённым пунктом, количество местных жителей за последние 20 лет увеличилось на 50 %.
Количество населения 39 764 человек. Площадь 62,32 км². Плотность населения 638 чел/км². Валюта евро.
Тропические циклоны, проходящие через весь остров, нередко вызывают проливные дожди, штормы и ураганы, некоторые из которых становятся просто разрушительными.